# Emmesomyia longiforceps
Emmesomyia longiforceps är en tvåvingeart som beskrevs av Griffiths 1984. Emmesomyia longiforceps ingår i släktet Emmesomyia och familjen blomsterflugor. Inga underarter finns listade i Catalogue of Life.